# Geer
|  | Per a altres significats, vegeu «Geer (desambiguació)». |

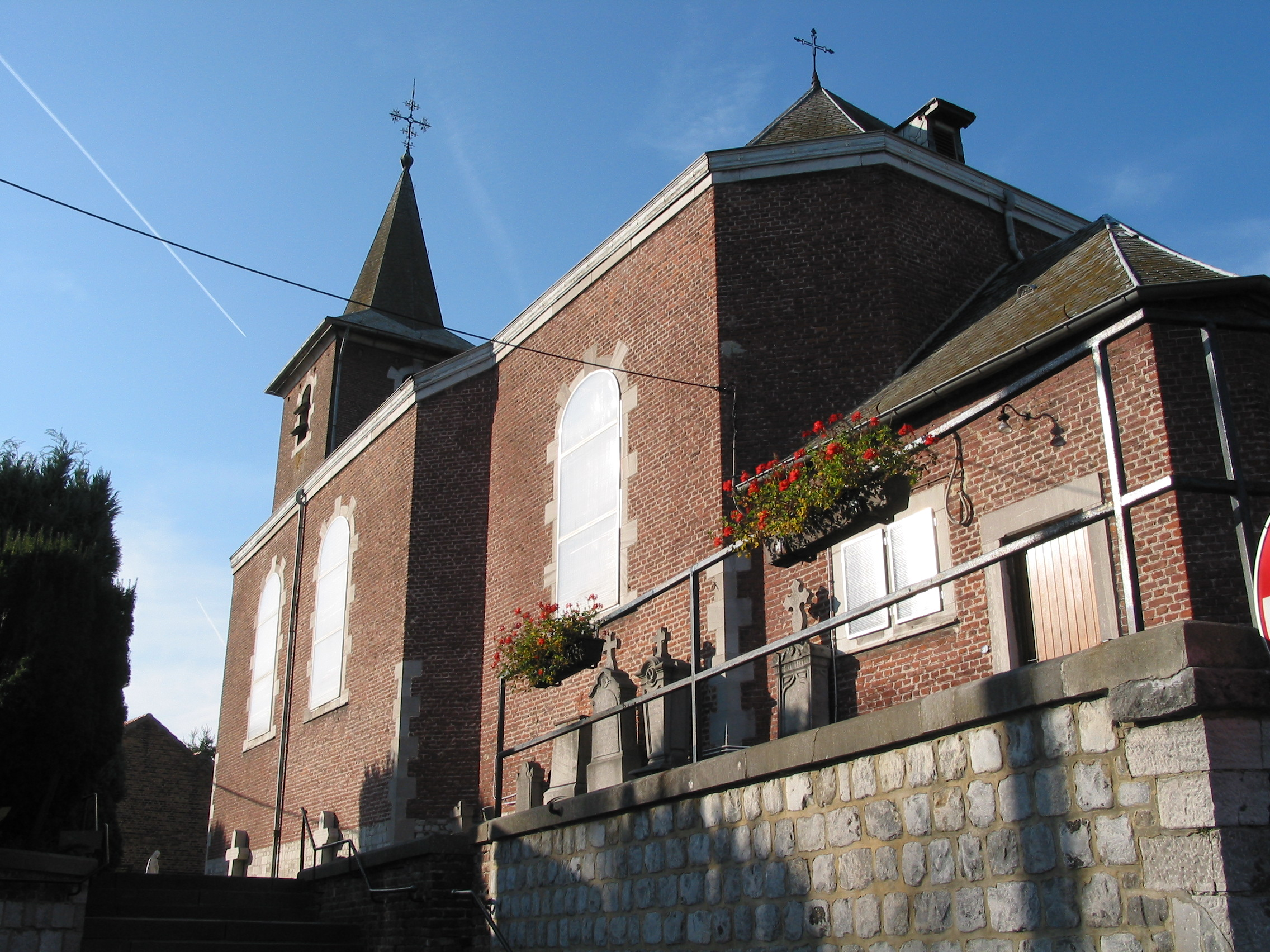
Església de Sant Hubert

Geer (en való Djer) és un municipi de Bèlgica, a la província de Lieja, que forma part de la regió valona. L'1 de setembre de 2009 tenia 3066 habitants. El riu Geer travessa el municipi i va donar-li el seu nom.

## Entitats
- Boëlhe
- Darion
- Geer
- Hollogne-sur-Geer
- Lens-Saint-Servais
- Ligney
- Omal.

1. ↑  «Registre de la població belga». Arxivat de l'original el 2009-10-07. [Consulta: 16 novembre 2009].